# Диамандопулу, Анна
Анна Диамандопулу (греч. Άννα Διαμαντοπούλου; род.	26 февраля 1959, Козани) — греческий политический и государственный деятель. В прошлом — министр образования и по делам религии Греции (2009—2012), министр развития, конкурентоспособности и водного транспорта (2012).

## Биография
Диамандопулу родилась в Козани, Греция в 1959 году. По образованию инженер-строитель, но рано начала политическую карьеру. В 1984 году в ном Кастория, один из самых молодых губернаторов в истории Греции. Осталась в этой должности до 1986 года, когда она была назначена секретарем по вопросам образования. В 1993 году стала президентом Греческой организации малого и среднего предпринимательства и ремесел (EOMMEX). 
Занимала должность заместителя министра по вопросам развития, отвечающий за приватизации и реструктуризации промышленности. После возвращения в Грецию является членом оппозиции. В 2001 году возглавляла крыло партии ПАСОК, которая хочет введение английского языка в качестве второго официального языка в стране.

## Награды
Кавалер ордена Почётного легиона (2002).